# هیدروکسی کینورنینوری
شابک ‎
هیدروکسی کینورنینوری Hydroxykynureninuria جزء ناهنجاری‌های مادرزادی متابولیسم است که طی آن متابولیسم اسید آمینه تریپتوفان دچار اختلال می‌شود.

## علائم بالینی
- زمان تولد: طبیعی.
- دوره نوزادی: التهاب دهان و لثه، اسهال، التهاب روده، بزرگی کبد و طحال و کم خونی همولیتیک.
- دوره شیرخوارگی: التهاب دهان و لثه.
- دوره کودکی: عقب ماندگی ذهنی، التهاب دهان و لثه، کری هدایتی، سر درد و حساسیت به نور.
- دوره نوجوانی: عقب ماندگی ذهنی.

## نقص آنزیمی
نقص در آنزیم کینورنیناز.

## توارث ژنتیکی
اتوزوم مغلوب.

## میزان بروز
بسیار نادر.

## روش تشخیص
- آزمون کلراید فریک ادرار: مثبت.
- ادرار: اسید گزانتورنیک، هیدروکسی کینورنین و اسید کینورنیک بالا.

## درمان
تجویز روزانه ۵۰ تا ۳۰۰ میلی گرم نیکوتینامید.